# I’m Waiting for the Man

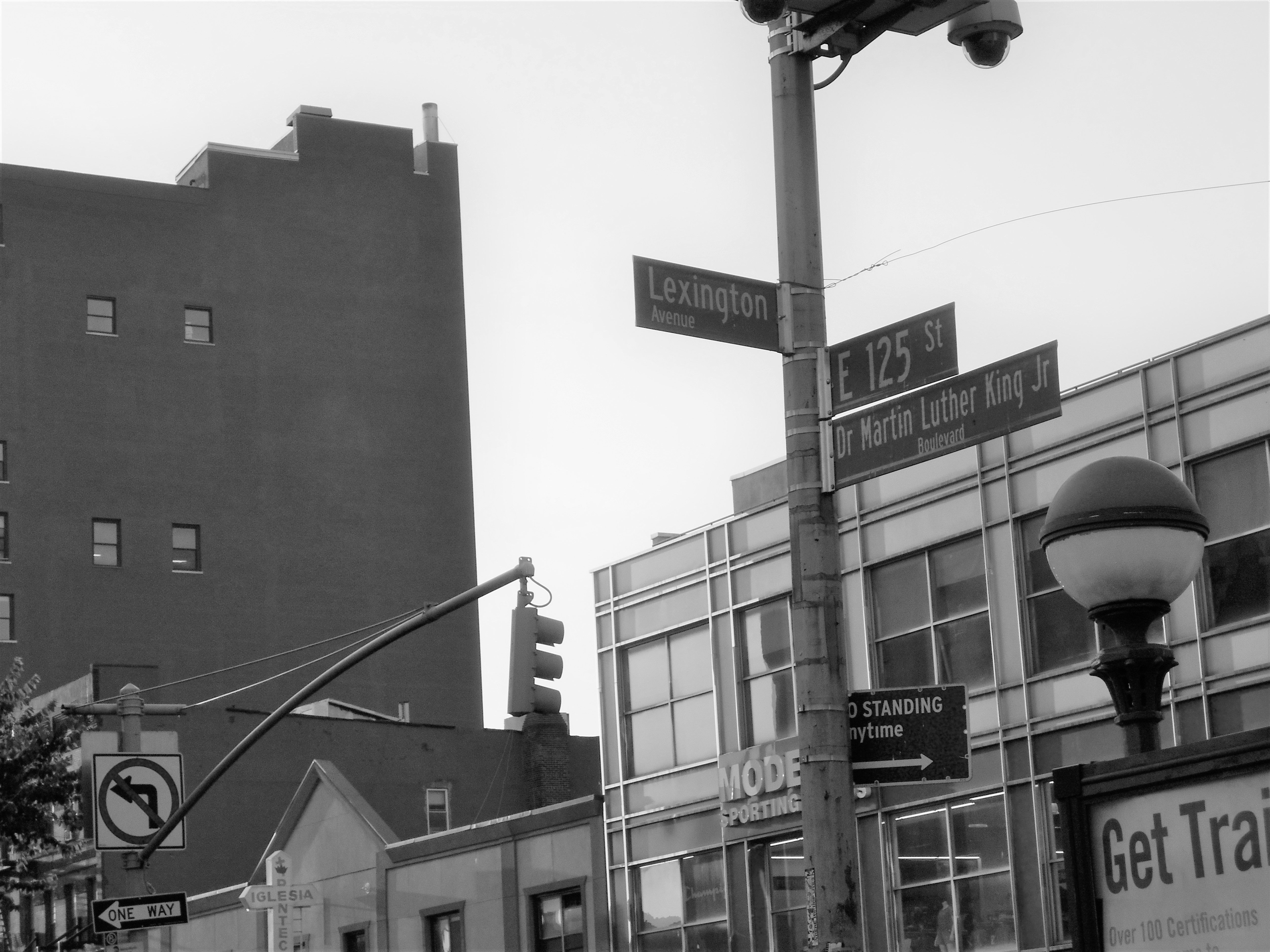
Straßenkreuzung Lexington Avenue, Ecke 125th Street in Harlem, an der die Handlung des Liedes spielt

I’m Waiting For The Man ist ein Lied der amerikanischen Rockband The Velvet Underground. Es wurde von Lou Reed geschrieben. Das Lied erschien erstmals 1967 auf deren Debütalbum The Velvet Underground & Nico; 1971 wurde es von MGM Records zusammen mit There She Goes Again auch als Single veröffentlicht.
Musikalisch ein einfacher Rocksong, der mit vier Dur-Akkorden in einem stakkatohaften Rhythmus begleitet wird, beschreibt das Lied, wie ein weißer Junkie in Harlem Heroin kauft. Der im Titel genannte „Mann“ ist der afroamerikanische Dealer.

## Entstehung

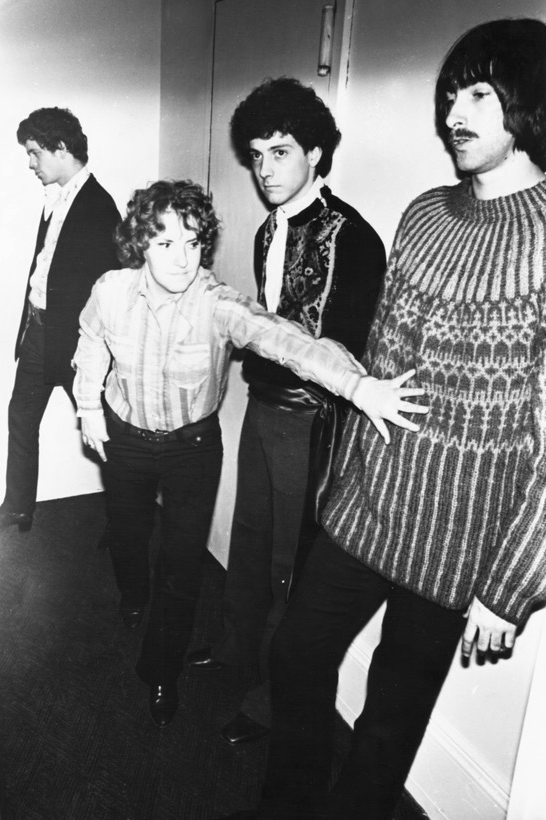
The Velvet Underground (1968)

Reed schrieb I’m Waiting For The Man  1964, als er selbst heroinabhängig war. Er hatte in seinem letzten Jahr an der Syracuse University begonnen, sich die Droge zu spritzen, hatte sich aber bald beim Needle Sharing mit Hepatitis C infiziert. Im Krankenbett schrieb er Heroin und I’m Waiting for the Man. Eine erste Version wurde im Jahr darauf in dem Loft an der Ludlow Street in der Lower East Side, New York City, aufgenommen, das Reed und John Cale zusammen bewohnten. An ihr war auch Sterling Morrison beteiligt. Das Arrangement, das zunächst noch ohne Schlagzeug oder Percussion auskam, erinnerte zunächst an einen Country Blues und enthielt ein Mundharmonika- und ein Bratschensolo. Reed stand damals stark unter dem Einfluss Bob Dylans. Drei Takes dieser Fassung wurden 1995 auf der Kompilation Peel Slowly and See veröffentlicht. Die nächste Version wurde im April 1966 im Studio von Scepter Records in New York aufgenommen. Sie entspricht etwa der LP-Fassung, die einen Monat später in den TTG Studios in Hollywood aufgenommen wurde, war aber kürzer und enthielt statt Maureen Tuckers Schlagzeug ein Tamburin als Rhythmusinstrument. Die endgültige Instrumentierung war nun auf Gitarre, Klavier, Bass und Schlagzeug reduziert; Soli gab es nicht mehr. Produziert wurde das Lied von der Band selbst; der auf der LP angegebene Andy Warhol hatte, wie Reed in einem späteren Interview berichtete, allein die Funktion, durch seinen bloßen Namen Einmischungen Dritter zu verhindern.

## Text
Im Text wird aus der Ich-Perspektive beschrieben, wie ein suchtkranker Junkie im afroamerikanisch geprägten Harlem an der Kreuzung Lexington Avenue und 125th Street auf seinen Dealer wartet, um für 26 Dollar Heroin zu kaufen. Ein Passant verdächtigt ihn in aggressiver Weise, wegen der Frauen nach Uptown gekommen zu sein, kann jedoch beruhigt werden. Spät erscheint der Dealer in auffälliger Kleidung, und der Süchtige beeilt sich, ins Treppenhaus eines der für Harlem typischen Brownstone-Häuser zu kommen, um sich dort einen Schuss zu setzen. Anschließend fühlt er sich gut und sieht vorübergehend der Zukunft optimistisch entgegen. Reed behauptete später, die im Text beschriebene Situation habe es real gegeben, „bis auf den Preis“.
Mit diesem düsteren, realistischen Text ebenso wie denen anderer Lieder des Albums, etwa Heroin und Venus in Furs, verfolgte Reed das Ziel, die literarische Qualität und Sensibilität seiner Lieblingsautoren Raymond Chandler, Hubert Selby und Delmore Schwartz in die Popmusik zu bringen, wo bis dahin hauptsächlich von Herz und Schmerz gesungen wurde. Der Autor Joe Harvard sieht auch Einflüsse aus Pulp-Magazinen und dem Film noir und spricht von „Rock noir“.

## Live-Versionen
I’m Waiting For The Man gehörte zum Standard-Live-Repertoire der Velvet Underground. Sie spielten den Song sowohl beim Exploding Plastic Inevitable, einem von Andy Warhol organisierten Multimedia-Event, als auch bei späteren Auftritten. Versionen des Stücks sind enthalten auf den Platten Live at Max’s Kansas City, auf 1969: The Velvet Underground Live und auf Live MCMXCIII (gesungen von John Cale). Auch auf Le Bataclan ’72, das Reed und Cale gemeinsam mit Nico 1972 in Paris aufnahmen, findet es sich. Ebenso auf mehreren Live-Platten, die Reed nach dem Ende der Velvet Underground aufnahm, so auf Lou Reed Live von 1975, auf Live: Take No Prisoners von 1979 und auf Live in Italy von 1983. John Cale veröffentlichte Live-Aufnahmen von I’m Waiting For The Man auf John Cale Comes Alive (1983) und auf Live at Rockpalast (1984, veröffentlicht 2010).

## Rezeption
In der Liste der 500 besten Songs aller Zeiten der Musikzeitschrift Rolling Stone steht I’m Waiting For The Man auf Platz 161.